# 南海窦螺
南海窦螺（学名：Sinum nanhaiense）是玉螺科窦螺属的一种:194。

## 分佈
本物種目前只見於南中國海海域:194。